# Стекольников, Александр Анатольевич
Алекса́ндр Анато́льевич Стеко́льников (род. 12 октября 1967 года, Ленинград) — российский акаролог-паразитолог. Специалист по клещам-краснотелкам. Доктор биологических наук.

## Биография
Родился 12 октября 1967 года в Ленинграде. Отец — Стекольников Анатолий Александрович. В 1985 году окончил 45-й интернат при Ленинградском государственном университете и поступил на биолого-почвенный факультет ЛГУ. На первом курсе был призван в армию, служил с 1985 по 1987 годы. В 1992 г. окончил университет (кафедра зоологии беспозвоночных) и начал работу в Зоологическом институте РАН (ЗИН) в должности стажёра-исследователя. С 2018 г. — ведущий научный сотрудник лаборатории паразитических членистоногих ЗИН. Женат, отец трёх детей (сын и две дочери).
Кандидат (с 1998) и доктор (с 2017) биологических наук. Темы диссертаций: «Фауна и систематика клещей комплекса Neotrombicula (семейство Trombiculidae) России и сопредельных территорий» (кандидатская) и «Изменчивость и структура вида у клещей-краснотелок (Acariformes: Trombiculidae)» (докторская).

## Научная деятельность
Специалист по систематике клещей-краснотелок. Автор более 90 научных работ. Описал более 100 новых видов и 7 новых родов. Помимо описания новых таксонов, занимался внутривидовой изменчивостью клещей-краснотелок с применением методов математической статистики. Участник экспедиций в Краснодарский край (1991—2003), Ставропольский край (1996), Карачаево-Черкессию (1995—2000), Кабардино-Балкарию (1996), Дагестан (1990), Алтай (2005), Узбекистан (1993), Киргизию (1998), Турцию (1998, 2009), Армению (2013), Иран (2017). Изучал коллекции клещей-краснотелок в музеях: Зоологический музей МГУ, Королевский музей Центральной Африки (в 2014 и 2016 году), Музей естествознания (Лондон) (в 2017 и 2019 году), Музей естественной истории Женевы (в 2018 и 2023 году), Национальный музей естественной истории (Париж) (в 2019 году), Музей Квазулу-Натал (в 2023 году). Член редколлегий научных журналов: International Journal of Acarology, Persian Journal of Acarology, Паразитология.

## Таксоны, названные в честь Стекольникова
- Radfordia (Microtimyobia) stekolnikovi Bochkov et Mironov, 1998 (Myobiidae) [4]
- Sulcicnephia stekolnikovi Yankovsky, 2008 (Simuliidae) [5]
- Charletonia stekolnikovi Hakimitabar et Saboori, 2011 (Erythraeidae) [6]
- Xinjiangsha stekolnikovi Kalúz et Kováčik, 2012 (Trombiculidae) [7]
- Hypogastia stekolnikovi Kalúz, 2016 (Trombiculidae) [8]
- Chionomys stekolnikovi Golenishchev, Malikov, Bannikova, Zykov, Yiğit et Çolak, 2022 (Cricetidae) [9]

## Основные публикации
- Stekolnikov A.A., Capek M., Literák I. New species and records of chiggers (Acariformes: Trombiculidae) from birds of the Neotropics (англ.) // Zootaxa : Журнал. — Auckland, New Zealand: Magnolia Press, 2022. — Vol. 5141, no. 6. — P. 501-552. — ISSN 1175-5326. — doi:10.11646/zootaxa.5141.6.1.
- Stekolnikov A.A., Shamsi M., Saboori A., Zahedi Golpayegani A., Hakimitabar M. Distribution of chigger mites (Acari: Trombiculidae) over hosts, parasitopes, collection localities, and seasons in northern Iran (англ.) // Experimental and Applied Acarology : Журнал. — Netherlands: Springer Science+Business Media, 2021. — Vol. 86, no. 1. — P. 21–47. — ISSN 0168-8162. — doi:10.1007/s10493-021-00680-w.
- Stekolnikov A. A. A checklist of chigger mites (Acariformes: Trombiculidae) of Southeast Asia (англ.) // Zootaxa : Журнал. — Auckland, New Zealand: Magnolia Press, 2021. — Vol. 4913, no. 1. — P. 1—163. — ISSN 1175-5326. — doi:10.11646/zootaxa.4913.1.1.
- Shamsi M., Stekolnikov A. A., Saboori A., Hakimitabar M., Zahedi Golpayegani A. Contributions to the fauna of chigger mites (Acariformes: Trombiculidae) of Iran (англ.) // Zootaxa : Журнал. — Auckland, New Zealand: Magnolia Press, 2020. — Vol. 4834, no. 3. — P. 301—355. — ISSN 1175-5326. — doi:10.11646/zootaxa.4834.3.1.
- Stekolnikov A. A., Saboori A., Shamsi M., Hakimitabar M. Chigger mites (Acariformes: Trombiculidae) of Iran (англ.) // Zootaxa : Журнал. — Auckland, New Zealand: Magnolia Press, 2019. — Vol. 4549, no. 1. — P. 1—66. — ISSN 1175-5326. — doi:10.11646/zootaxa.4549.1.1.
- Stekolnikov A. A., Al-Ghamdi S. Q., Alagaili A. N., Makepeace B. L. 2019. First data on chigger mites (Acariformes: Trombiculidae) of Saudi Arabia, with a description of four new species. Systematic & Applied Acarology, 24 (10): 1937—1963. DOI:10.11158/saa.24.10.12
- Stekolnikov A. A. 2019. A catalogue of the holotypes of chigger mites (Acariformes: Trombiculidae) at the Natural History Museum of Geneva. Zootaxa, 4620 (1): 1-71. DOI:10.11646/zootaxa.4620.1.1
- Stekolnikov A. A., Matthee S. 2019. Six new and one little known species of chigger mites (Acariformes: Trombiculidae) from South Africa. Systematic & Applied Acarology, 24 (3): 435—466. DOI:10.11158/saa.24.3.9
- Stekolnikov A. A. 2018. Taxonomy and distribution of African chiggers (Acariformes, Trombiculidae). European Journal of Taxonomy, 395: 1-233. DOI:10.5852/ejt.2018.395
- Stekolnikov A. A., Waap H., Gomes J., Antunes T. 2016. Chigger mites of the genus Ericotrombidium (Acariformes: Trombiculidae) attacking pets in Europe. Veterinary Parasitology, 221: 60-63. DOI:10.1016/j.vetpar.2016.03.009
- Chaisiri K., Stekolnikov A. A., Makepeace B. L., Morand S. 2016. A revised checklist of chigger mites (Acari: Trombiculidae) from Thailand, with the description of three new species. Journal of Medical Entomology, 53 (2): 321—342. DOI:10.1093/jme/tjv244
- Stekolnikov A. A., González-Acuña D. 2015. A review of Chilean chiggers (Acari: Trombiculidae), with the description of a new genus and ten new species. Zootaxa, 3964 (1): 1-43. DOI:10.11646/zootaxa.3964.1.1
- Stekolnikov A. A., Santibáñez P., Palomar A. M., Oteo J. A. 2014. Neotrombicula inopinata (Acari: Trombiculidae) — a possible causative agent of trombiculiasis in Europe. Parasites & Vectors, 7: 90. DOI:10.1186/1756-3305-7-90
- Stekolnikov A. A. 2014. A new genus and two new species of chigger mites (Acari: Trombiculidae) from the Laotian rock-rat Laonastes aenigmamus Jenkins, Kilpatrick, Robinson & Timmins (Rodentia: Diatomyidae). Systematic Parasitology, 87 (1): 21-31. DOI:10.1007/s11230-013-9453-4
- Stekolnikov A. A. 2013. Leptotrombidium (Acari: Trombiculidae) of the World. Zootaxa, 3728: 1-173. DOI:10.11646/zootaxa.3728.1.1
- Stekolnikov A. A., Daniel M. 2012. Chigger mites (Acari: Trombiculidae) of Turkey. Zootaxa, 3216: 1-104.
- Stekolnikov A. A., Klimov P. B. 2010. A revision of chiggers of the minuta species-group (Acari: Trombiculidae: Neotrombicula Hirst, 1925) using multivariate morphometrics. Systematic Parasitology, 77 (1): 55-69. DOI:10.1007/s11230-010-9258-7
- Стекольников А. А. 2001. Систематика клещей-краснотелок рода Hirsutiella Schluger et Vysotzkaya, 1970 (Acari, Trombiculidae). Энтомологическое обозрение, 80 (1): 219—242.